# José Guajardo
José Arturo Guajardo Reyes (Talcahuano, 29 de mayo de 1966) es un médico veterinario y político chileno, miembro de la Federación Regionalista Verde Social (FRVS). Entre marzo de 2022 y marzo de 2023, se desempeñó como subsecretario de Agricultura de su país bajo el gobierno del presidente Gabriel Boric.

## Familia y estudios
Nació el 29 de mayo de 1966 en Talcahuano, hijo de Luis Arturo Guajardo Morales y Luz Marcia Reyes Espinoza. Realizó sus estudios superiores en la carrera de medicina veterinaria en la Universidad de Concepción, y luego cursó magíster en territorio rural en la Universidad Academia de Humanismo Cristiano. Durante su época universitaria fue dirigente estudiantil.
Se casó en La Serena, el 30 de abril de 1996, con Carola Guisela Muñoz Iriarte.

## Trayectoria profesional y política
Ha ejercido su profesión en el sector público y privado, y en el área agrícola, desempeñándose de esa manera durante el segundo gobierno de Michelle Bachelet, como secretario regional ministerial (Seremi) de Agricultura en la región del Libertador Bernardo O'Higgins entre 2014 y 2018. En dicha función, formó parte de una comitiva gubernamental que visitó Pennsylvania y Delaware (Estados Unidos), y profundizó las relaciones agrícolas con organismos públicos y privados.
Militante de la Federación Regionalista Verde Social (FRVS), en las elecciones municipales de 2021 se presentó como candidato a alcalde de la comuna de Santa Cruz dentro del pacto Chile Digno, Verde y Social. Sin embargo, no resultó electo.
En febrero de 2022 fue designado por el entonces presidente electo Gabriel Boric, como titular de la Subsecretaría de Agricultura del Ministerio homónimo, función que asumió el 11 de marzo de dicho año, con el inicio formal de la administración.

## Historial electoral

### Elecciones municipales de 2021
- Elecciones municipales de 2021 para la alcaldía de Santa Cruz[6]